# Сноубординг на зимових Олімпійських іграх 2018 — сноубордкрос (жінки)
Змагання зі сноубордингу серед жінок у сноубордкросі на зимових Олімпійських іграх 2018 пройшли 16 лютого в Пхьончхані (Південна Корея).

## Результати

### Кваліфікація
Кваліфікаційні заїзди розпочались о 10:00.
| Місце | Номер | Спортсменка                   | Країна                       | Заїзд 1 | Заїзд 2 | Кращий  | Нотатки |
| ----- | ----- | ----------------------------- | ---------------------------- | ------- | ------- | ------- | ------- |
| 1     | 16    | Ева Самкова                   | Чехія                        | 1:16.84 | —       | 1:16.84 | Q       |
| 2     | 2     | Мікела Мойолі                 | Італія                       | 1:16.97 | —       | 1:16.97 | Q       |
| 3     | 6     | Фає Ґуліні                    | США                          | 1:17.74 | —       | 1:17.74 | Q       |
| 4     | 13    | Ліндсі Джекобелліс            | США                          | 1:18.05 | —       | 1:18.05 | Q       |
| 5     | 8     | Шарлотт Бенкс                 | Франція                      | 1:18.18 | —       | 1:18.18 | Q       |
| 6     | 4     | Клое Треспеш                  | Франція                      | 1:18.51 | —       | 1:18.51 | Q       |
| 7     | 18    | Сімона Майлер                 | Швейцарія                    | 1:18.95 | —       | 1:18.95 | Q       |
| 8     | 7     | Неллі Моенн-Локкоз            | Франція                      | 1:20.23 | —       | 1:20.23 | Q       |
| 9     | 5     | Александра Жекова             | Болгарія                     | 1:20.23 | —       | 1:20.23 | Q       |
| 10    | 10    | Белль Брокгофф                | Австралія                    | 1:20.34 | —       | 1:20.34 | Q       |
| 11    | 24    | Меґан Тірні                   | США                          | 1:20.52 | —       | 1:20.52 | Q       |
| 12    | 17    | Марія Васильцова              | Спортсмени-олімпійці з Росії | 1:20.57 | —       | 1:20.57 | Q       |
| 13    | 1     | Зої Берґерманн                | Канада                       | 1:21.57 | 1:18.65 | 1:18.65 | Q       |
| 14    | 19    | Христина Пауль                | Спортсмени-олімпійці з Росії | 1:21.93 | 1:19.93 | 1:19.93 | Q       |
| 15    | 12    | Жулія Перейра де Соуза Мабіло | Франція                      | 1:21.72 | 1:20.17 | 1:20.17 | Q       |
| 16    | 21    | Александра Гаслер             | Швейцарія                    | 1:20.87 | 1:20.49 | 1:20.49 | Q       |
| 17    | 20    | Зої Джиллінґс-Браєр           | Велика Британія              | 1:20.99 | 1:20.84 | 1:20.84 | Q       |
| 18    | 11    | Карле Бреннеман               | Канада                       | 1:21.57 | 1:20.89 | 1:20.89 | Q       |
| 19    | 9     | Раффаелла Брутто              | Італія                       | DNF     | 1:21.14 | 1:21.14 | Q       |
| 20    | 14    | Тесс Крітчлоу                 | Канада                       | 1:21.39 | 1:21.83 | 1:21.39 | Q       |
| 21    | 15    | Лара Казанова                 | Швейцарія                    | 1:22.26 | DNS     | 1:22.26 | Q       |
| 22    | 22    | Яна Фішер                     | Німеччина                    | 1:22.92 | DNF     | 1:22.92 | Q       |
| 23    | 25    | Зузанна Смикала               | Польща                       | 1:23.41 | 1:23.44 | 1:23.41 | Q       |
| 24    | 26    | Вендула Гоп'якова             | Чехія                        | DNF     | DNF     | DNF     | Q       |
| 25    | 3     | Мерієта Одін                  | Канада                       | DNS     | DNS     | DNS     |         |
| *     | 23    | Ізабель Кларк Рібейро         | Бразилія                     | DNS     | DNS     | DNS     |         |

- Зазнала травми під час тренування 15 лютого.

### Заїзди на вибування
У чвертьфіналах перші троє найкращих спортсменок з кожного заїзду виходять у наступний раунд. У півфіналах перші троє найкращих спортсменок з кожного заїзду виходять у Великий фінал. Ті, що посіли в ньому з 4-го по 6-те місце, виходять у Малий фінал.

#### Чвертьфінали
| Місце | Номер | Ім'я                | Країна          | Нотатки |
| ----- | ----- | ------------------- | --------------- | ------- |
| 1     | 9     | Александра Жекова   | Болгарія        | Q       |
| 2     | 1     | Ева Самкова         | Чехія           | Q       |
| 3     | 8     | Неллі Моенн-Локкоз  | Франція         | Q       |
| 4     | 17    | Зої Джиллінґс-Браєр | Велика Британія |         |
| 5     | 16    | Александра Гаслер   | Швейцарія       |         |
|       | 24    | Вендула Гоп'якова   | Чехія           | DNS     |

| Місце | Номер | Ім'я               | Країна                       | Нотатки |
| ----- | ----- | ------------------ | ---------------------------- | ------- |
| 1     | 4     | Ліндсі Джекобелліс | США                          | Q       |
| 2     | 20    | Тесс Крітчлоу      | Канада                       | Q       |
| 3     | 5     | Шарлотт Бенкс      | Франція                      | Q       |
| 4     | 21    | Лара Казанова      | Швейцарія                    |         |
|       | 12    | Марія Васильцова   | Спортсмени-олімпійці з Росії | DNF     |
|       | 13    | Зої Берґерманн     | Канада                       | DNF     |

| Місце | Номер | Ім'я             | Країна                       | Нотатки |
| ----- | ----- | ---------------- | ---------------------------- | ------- |
| 1     | 6     | Клое Треспеш     | Франція                      | Q       |
| 2     | 14    | Христина Пауль   | Спортсмени-олімпійці з Росії | Q       |
| 3     | 19    | Раффаелла Брутто | Італія                       | Q       |
| 4     | 22    | Яна Фішер        | Німеччина                    |         |
| 5     | 11    | Меґан Тірні      | США                          |         |
| 6     | 3     | Фає Ґуліні       | США                          |         |

| Місце | Номер | Ім'я                          | Країна    | Нотатки |
| ----- | ----- | ----------------------------- | --------- | ------- |
| 1     | 2     | Мікела Мойолі                 | Італія    | Q       |
| 2     | 15    | Жулія Перейра де Соуза Мабіло | Франція   | Q       |
| 3     | 10    | Белль Брокгофф                | Австралія | Q       |
| 4     | 18    | Карле Бреннеман               | Канада    |         |
| 5     | 23    | Зузанна Смикала               | Польща    |         |
| 6     | 7     | Сімона Майлер                 | Швейцарія |         |

#### Півфінали
| Місце | Номер | Ім'я               | Країна   | Нотатки |
| ----- | ----- | ------------------ | -------- | ------- |
| 1     | 1     | Ева Самкова        | Чехія    | Q       |
| 2     | 4     | Ліндсі Джекобелліс | США      | Q       |
| 3     | 9     | Александра Жекова  | Болгарія | Q       |
| 4     | 20    | Тесс Крітчлоу      | Канада   |         |
| 5     | 8     | Неллі Моенн-Локкоз | Франція  |         |
|       | 5     | Шарлотт Бенкс      | Франція  | DNF     |

| Місце | Номер | Ім'я                          | Країна                       | Нотатки |
| ----- | ----- | ----------------------------- | ---------------------------- | ------- |
| 1     | 2     | Мікела Мойолі                 | Італія                       | Q       |
| 2     | 6     | Клое Треспеш                  | Франція                      | Q       |
| 3     | 15    | Жулія Перейра де Соуза Мабіло | Франція                      | Q       |
|       | 14    | Христина Пауль                | Спортсмени-олімпійці з Росії | DNF     |
|       | 10    | Белль Брокгофф                | Австралія                    | DNF     |
|       | 19    | Раффаелла Брутто              | Італія                       | DNF     |

#### Фінали
Малий фінал
| Місце | Номер | Ім'я               | Країна                       | Нотатки         |
| ----- | ----- | ------------------ | ---------------------------- | --------------- |
| 7     | 5     | Шарлотт Бенкс      | Франція                      |                 |
| 8     | 19    | Раффаелла Брутто   | Італія                       |                 |
| 9     | 20    | Тесс Крітчлоу      | Канада                       |                 |
| 10    | 8     | Неллі Моенн-Локкоз | Франція                      |                 |
| 11    | 10    | Белль Брокгофф     | Австралія                    | Їхала з травмою |
| 12    | 14    | Христина Пауль     | Спортсмени-олімпійці з Росії | DNF             |

Великий фінал
| Місце | Номер | Ім'я                          | Країна   | Нотатки |
| ----- | ----- | ----------------------------- | -------- | ------- |
| 1     | 2     | Мікела Мойолі                 | Італія   |         |
| 2     | 15    | Жулія Перейра де Соуза Мабіло | Франція  |         |
| 3     | 1     | Ева Самкова                   | Чехія    |         |
| 4     | 4     | Ліндсі Джекобелліс            | США      |         |
| 5     | 6     | Клое Треспеш                  | Франція  |         |
| 6     | 9     | Александра Жекова             | Болгарія |         |